# El Guau
El Guau es una película de comedia mexicana de 2022 escrita y dirigida por Ihtzi Hurtado. Está protagonizada por Sebastián Dante, Sirena Ortiz, Adrián Vázquez y Grettell Valdez.

## Sinopsis
Chema tiene una misión: salir con Claudia, la chica nueva de su colegio, para perder la virginidad con ella antes de acabar el curso. ¿Cumplirá su sueño antes de graduarse?

## Elenco
Los actores que participan en esta película son:
- Sebastián Dante como Chema
- Sirena Ortiz como Claudia
- Adrián Vázquez como Jaime
- Grettell Valdez como Gloria
- Diego Meléndez como Hugo
- Harold Azuara como Rubén
- Luisa Guzmán Quintero como Eli
- Yankel Stevan como Sebastián
- Nashla Aguilar como Ana
- Estefanía Coppola como Jana
- Andrea Mextli como Alexa
- Marialicia Delgado como Directora

## Lanzamiento
La película se estrenó en todo el mundo en Netflix el 23 de noviembre de 2022.